# NGC 352
NGC 352 là một thiên hà xoắn ốc có rào chắn trong chòm sao Kình Ngư. Nó được phát hiện vào ngày 20 tháng 9 năm 1784 bởi William Herschel. Nó được mô tả là "khá mờ nhạt, nhỏ, kéo dài bất thường" bởi John Louis Emil Dreyer, người biên soạn của Danh mục chung mới; ông cũng lưu ý một "ngôi sao cường độ thứ 8 97 giây về phía đông" so với thiên hà.